# (293809) Zugspitze
(293809) Zugspitze est un astéroïde de la ceinture principale.

## Description
(293809) Zugspitze est un astéroïde de la ceinture principale. Il fut découvert le 15 septembre 2007 à Taunus par Stefan Karge et Rainer Kling. Il présente une orbite caractérisée par un demi-grand axe de 2,68 UA, une excentricité de 0,11 et une inclinaison de 6,3° par rapport à l'écliptique.